# Шенаван (Арагацотн)
Шенава́н (арм. Շենավան) — село в Арагацотнской области.

## География
Село расположено в 10 км к югу от города Апарана и в 15 км к северу от города Аштарака рядом с сёлами Арагац, Артаван и Варденут.

## История
19 апреля 1950 года село Блхер Апаранского района Армянской ССР было переименовано в Шенаван.
В советские времена в селе были построены клуб и библиотека.
В 1985 году председатель местного колхоза С. Саркисян стал победителем конкурса острословов.